# Choummaly Sayasone
Il tenente generale Choummaly Sayasone (in lingua lao: ຈູມມະລີ ໄຊຍະສອນ) (Attapeu, 6 marzo 1936) è un politico ed ex generale laotiano, Presidente del Laos dal 2006 al 2016.

## Biografia
Choummaly entrò per la prima volta nel Comitato Centrale del Partito Rivoluzionario del Popolo Lao durante il terzo congresso tenutosi nel 1982, mentre la prima nomina a membro del Politburo risale al 1986. L'incarico gli fu confermato nei successivi congressi del 1991, 1996 e 2001. Servì come ministro della Difesa dall'agosto del 1991 al marzo del 1993. Dal febbraio del 1998 al marzo del 2001 fu contemporaneamente ministro della Difesa e vice primo ministro, durante il periodo di presidenza di Khamtai Siphandon, che era a sua volta un militare. Fu eletto vicepresidente della Repubblica nel 2001 e mantenne la carica fino al 2006.
All'ottavo Congresso del Partito, nel marzo del 2006, Choummaly venne eletto segretario generale in sostituzione di Siphandon, e dopo il suo insediamento fu elaborato un piano per il risanamento dell'economia, in particolare con il miglioramento delle infrastrutture e del settore turistico. Nel giugno del 2006 fu eletto dal Parlamento Presidente della Repubblica, subentrando a Siphandon; nel marzo del 2011 è stato riconfermato segretario generale del partito e nel giugno dello stesso anno è stato rieletto Presidente. Viene considerato un solido alleato del predecessore, durante il cui mandato il Laos entrò a far parte nel 1997 dell'ASEAN, l'organizzazione delle nazioni del sudest asiatico nata nel 1967 a scopo di cooperazione e mutua assistenza tra i paesi della regione.
Verso la fine del XX secolo, l'economia laotiana ha aperto al libero mercato, ma Choummaly era considerato particolarmente ostile ad ulteriori riforme. Durante la sua presidenza si è particolarmente sviluppato il settore dell'energia idroelettrica, considerato di primaria importanza per l'economia interna, con la costruzione di nuovi impianti e il potenziamento di quelli esistenti. A tutto il gennaio del 2013, la percentuale delle abitazioni laotiane a cui viene regolarmente fornita energia elettrica era salita all'80%.